# پرتره بانویی با روسری توری
پرتره بانویی با روسری توری (انگلیسی: Lady Wearing a Gauze Headdress) اثر نقاش هلندی روخیر فان در ویدن است که بین سال‌های ۱۴۳۵ تا ۱۴۴۰ میلادی کشیده شده‌است. این اثر در گمالده‌گالری برلین نگهداری می‌شود.